# BN-350

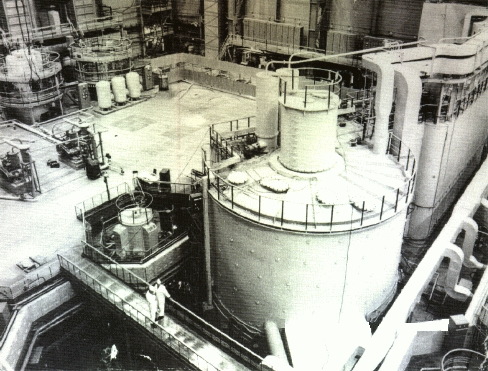
BN-350

Reaktor BN-350 (reaktor prędki chłodzony sodem) był zlokalizowany w EJ Aktau (w latach 1964-1991 miasto nazywało się Szewczenko) w Kazachstanie, na brzegu morza Kaspijskiego.
Budowę tego FBR rozpoczęto w 1964, a od 1973 r. zaczął on produkcję energii elektrycznej. Oprócz produkcji energii elektrycznej dostarczanej do miasta (150 MWe), reaktor BN-350 był używany również do destylacji wody morskiej (odsalanie). Dzięki temu do miasta dostarczano codziennie 120 tys. m³ słodkiej wody.
Użytkowanie oficjalnie zakończono w 1993 r., w czerwcu 1994 r. reaktor jądrowy zamknięto z powodu braku pieniędzy na zakup paliwa jądrowego. Cały zakład zamknięto ostatecznie w 1999 r.